# Леон Штукељ
Леон Штукељ (Ново Место, 12. новембар 1898 — Марибор, 8. новембар 1999) био је југословенски гимнастичар словеначког порекла, освајач прве златне олимпијске медаље за Југославију.

## Биографија
Гимнастиком је почео да се бави веома рано захваљујући јачању соколског покрета у Словенији, а већ на Светском првенству у Љубљани 1922. године показао је свој гимнастички таленат освојивши седмо место, иако се у то време као и остали чланови Сокола бавио и другим спортовима. Леон Штукељ је био и одличан атлетичар и пливач.
Наступио је на седам великих такмичења и укупно освојио 20 медаља: 8 златних, 6 сребрних и 6 бронзаних. Само на олимпијским играма освојио је 6 медаља: две златне на Олимпијским играма у Паризу 1924, злато и две бронзе на Олимпијским играма у Амстердаму 1928 и сребро на Олимпијским играма у Берлину 1936. и тако постао најуспешнији је репрезентативац Југославије на Олимпијским играма. Његова збирка медаља би сигурно била још бројнија да је Краљевина Југославија учествовала на Олимпијским играма у Лос Анђелесу 1932.
Године 1927. завршио је студије права. По завршетку спортске каријере постао је судија најпре у Новом месту, а затим у Ленарту и Марибору, где је живео до краја живота.
Деведесетих година 20. века био је најстарији живи олимпијски победник (добитника златне медаље). Због тога био је специјални гост на Свечаном отварању Олимпијским играма у Атланти 1996. године. На његов 100. рођендан организована је велика прослава у његовом родном Новом месту.
Све до смрти четири дана пред 101. рођендан свакодневно је вежбао код куће. Умро је у Марибору од срчаног удара.
У знак захвалности и сећања, спортске дворане у Новом Месту и Марибору носе његово име.

## Сви резултати Леона Штукеља наОИ
| ОИ   | Дисциплина          | Пласман | Резултат        |
| ---- | ------------------- | ------- | --------------- |
| 1924 | Вратило             | 1       | 19,730 бодова   |
| 1924 | Кругови             | 4       | 21,330 бодова   |
| 1924 | Коњ с хватаљкама    | 10      | 19,37 бодова    |
| 1924 | Разбој              | 20      | 20,40 бодова    |
| 1924 | Прескок             | 4       | 9,91 бод        |
| 1924 | Коњ по ширини       | 17      | 9,60 бодова     |
| 1924 | Вишебој појединачно | 1       | 110,340 бодова  |
| 1924 | Вишебој екипно      | 4       | 752,101 бод     |
| 1924 | Пењање уз конопац   | 10–12   | 8,6 сек         |
| 1928 | Вратило             | 21-24   |                 |
| 1928 | Кругови             | 1       | 19,25 бодова    |
| 1928 | Коњ с хватаљкама    | 12-13   | 53,25           |
| 1928 | Прескок             | 28      | 26,625          |
| 1928 | Разбој              | 7-10    | 53,50           |
| 1928 | Вишебој појединачно | 3       | 244,875 бодова  |
| 1928 | Вишебој екипно      | 3       | 1648,750 бодова |
| 1936 | Кругови             | 2       | 18,867 бодова   |
| 1936 | Вишебој појединачно | 26      | 103,300 бодова  |
| 1936 | Вишебој екипно      | 6       | 598366 бодова   |

## Састави репрезентација са којима је Леон Штукељ освајао медаље у екипном вишебоју
- Олимпијске игре 1928. бронза

Леон Штукељ, Јосип Приможич, Антон Малеј, Едвард Антосијевич, Драгутин Циоти, Стане Дерганц, Борис Грегорка, Јанез Порента,
- Светско првенство 1922. сребро

Леон Штукељ, Славко Хластан, Стане Дерганц, Стане Видмар, Петар Суми, Владимир Симончич
- Светско првенство 1926. сребро

Леон Штукељ, Јосип Приможич, Стане Дерганц, Стане Видмар, Михаел Освалд Петар Суми, Сречко Сршен, Отон Жупан
- Светско првенство 1930. бронза

Леон Штукељ, Јосип Приможич, Антон Малеј, Борис Грегорка, Рафаел Бан Петар Суми, Нели Жупанчич, Стане Жилић